# Sally Peers

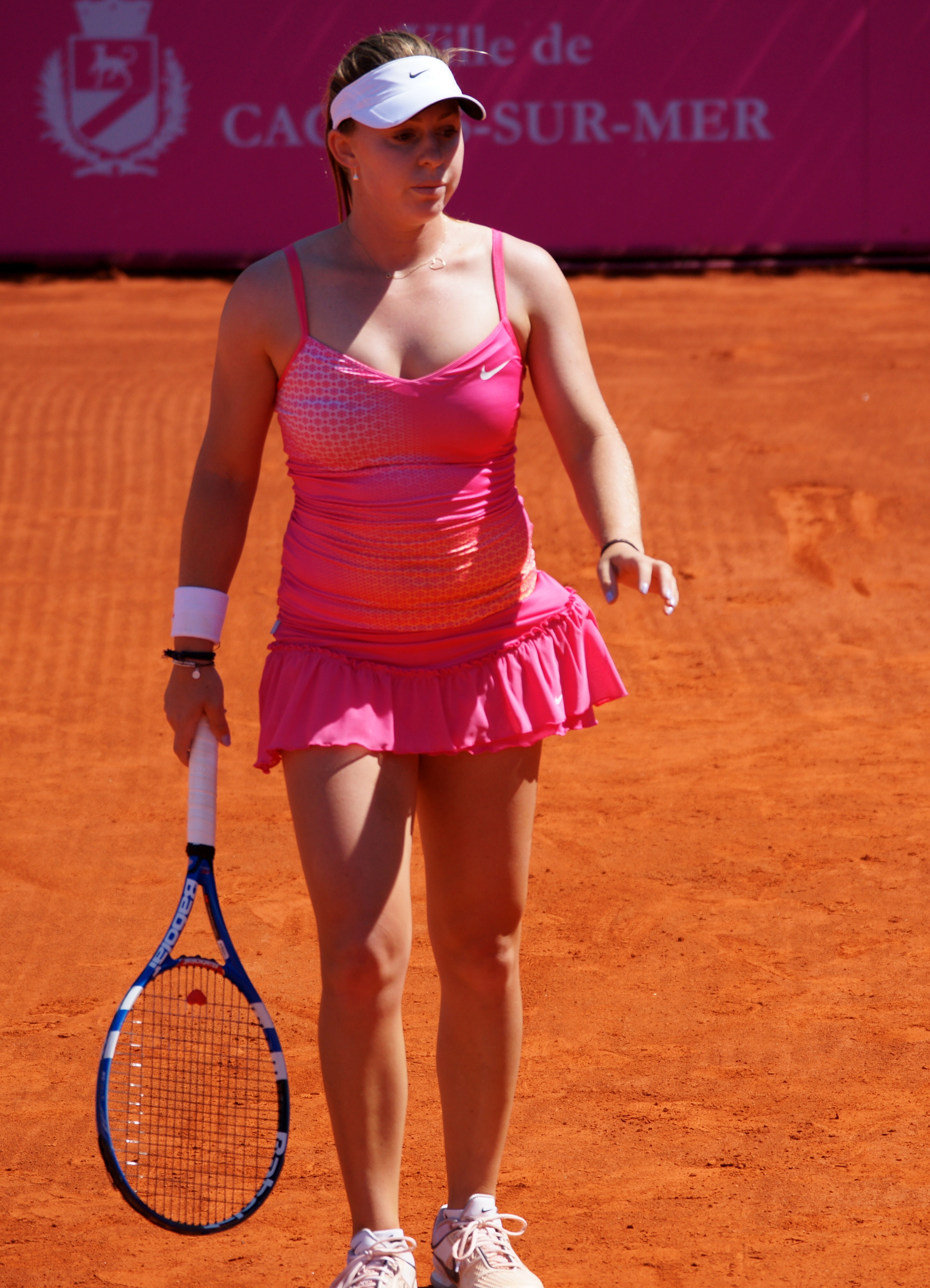
Cagnes-sur-Mer 2011

Sally Peers (Melbourne, 1 juni 1991) is een voormalig professioneel tennisspeelster uit Australië. Zij begon op zesjarige leeftijd met het spelen van tennis. Haar favoriete soorten ondergrond zijn gravel en hardcourt. Zij speelt rechtshandig en heeft een tweehandige backhand. Zij was actief in het internationale tennis van 2006 tot en met 2017.

## Loopbaan
In 2010 won Peers haar eerste ITF-toernooi in het vrouwenenkelspel. Een jaar later volgde de tweede.
Peers behaalde in het dubbelspel betere resultaten dan in het enkelspel. In deze discipline won zij veertien ITF-titels. Haar hoogste positie op de WTA-ranglijst is de 89e plaats (dubbelspel), die zij bereikte in november 2010.

## Posities op deWTA-ranglijst
Positie per einde seizoen:
| jaar | rang enkelspel | rang dubbelspel |
| ---- | -------------- | --------------- |
| 2008 | 445            | 744             |
| 2009 | 348            | 271             |
| 2010 | 156            | 89              |
| 2011 | 255            | 171             |
| 2012 | 315            | 178             |
| 2013 | 423            | 227             |
| 2014 | 994            | 464             |
| 2015 | 532            | 398             |
| 2016 | 1213           | 633             |
| 2017 | 1029           | 695             |

## Palmares

### Gewonnen ITF-toernooien enkelspel
| nr. | finale     | toernooi | dotatie  | ondergrond | tegenstandster in finale | score         |
| --- | ---------- | -------- | -------- | ---------- | ------------------------ | ------------- |
| 1.  | 2010-05-02 | Ipswich  | $ 25.000 | gravel     | Sophie Letcher           | 6-4, 6-3      |
| 2.  | 2011-04-03 | Ipswich  | $ 25.000 | gravel     | Lesja Tsoerenko          | 5-7, 7-5, 6-0 |

## Resultaten grandslamtoernooien
| Legenda | Legenda                          |
| ------- | -------------------------------- |
| g.t.    | geen toernooi gehouden           |
| l.c.    | lagere categorie                 |
| –       | niet deelgenomen                 |
| G       | uitgeschakeld in de groepsfase   |
| 1R      | uitgeschakeld in de eerste ronde |
| 2R      | uitgeschakeld in de tweede ronde |
| 3R      | uitgeschakeld in de derde ronde  |
| 4R      | uitgeschakeld in de vierde ronde |
| KF      | uitgeschakeld in de kwartfinale  |
| HF      | uitgeschakeld in de halve finale |
| F       | de finale verloren               |
| W       | het toernooi gewonnen            |
| w-v     | winst/verlies-balans             |

### Enkelspel
| Toernooi        | 2010 | 2011 | w-v |
| --------------- | ---- | ---- | --- |
| Australian Open | –    | 1R   | 0-1 |
| Roland Garros   | –    | –    | 0-0 |
| Wimbledon       | –    | –    | 0-0 |
| US Open         | 2R   | –    | 1-1 |

### Vrouwendubbelspel
| Toernooi        | 2009 | 2010 | 2011 | 2012 |    | 2014 | w-v |
| --------------- | ---- | ---- | ---- | ---- | -- | ---- | --- |
| Australian Open | 1R   | KF   | 1R   | 1R   | 1R | 3-5  |     |
| Roland Garros   | –    | –    | –    | –    | –  | 0-0  |     |
| Wimbledon       | –    | 1R   | –    | –    | –  | 0-1  |     |
| US Open         | –    | –    | –    | –    | –  | 0-0  |     |

### Gemengd dubbelspel
| Toernooi        | 2010 | 2011 |    | 2017 | w-v |
| --------------- | ---- | ---- | -- | ---- | --- |
| Australian Open | 1R   | KF   | 1R | 1-3  |     |
| Roland Garros   | –    | –    | –  | 0-0  |     |
| Wimbledon       | –    | –    | –  | 0-0  |     |
| US Open         | –    | –    | –  | 0-0  |     |